# Wieża widokowa na Skiełku
Wieża widokowa na Skiełku – turystyczna wieża widokowa na szczycie Skiełka (749 m) w Beskidzie Wyspowym, administracyjnie w województwie małopolskim, w powiecie limanowskim, w gminie Łukowica.

## Opis
Skiełek jest całkowicie porośnięty lasem, więc pozbawiony widoków. By stworzyć turystom możliwość podziwiania rozległych panoram widokowych z tego szczytu, w 2023 roku oddano do użytku pierwszą na tym szczycie wieżę widokową. Jej łączny koszt wyniósł 1 512 900 zł z czego 1 500 000 PLN ze środków rządowych w ramach tarczy dla gmin górskich na infrastrukturę turystyczną, 12 900 to wkład własnego z budżetu gminy Łukowica. Wieża jest konstrukcji metalowej, ma wysokość 28 m, a jej podest widokowy jest na wysokości 23 m. Dla turystów przygotowano także parking samochodowy na końcu wąskiej asfaltowej drogi wiodącej spod kościoła w Łukowicy na zbocza Skiełka.
Obok wieży prowadzi Główny Szlak Beskidu Wyspowego. Na wieżę można z Łukowicy lub z przełęczy Ostra-Cichoń. Najkrótsze i najłatwiejsze wejście (25 min) jest z parkingu pod Skiełkiem w Łukowicy. Obok wieży są stoły i ławy dla turystów.
 Łukowica - wieża widokowa na Skiełku. Czas przejścia 1 godz.
 przełęcz Ostra-Cichoń - Ostra - Jeżowa Woda - Skiełek. Czas przejścia 3 godz.

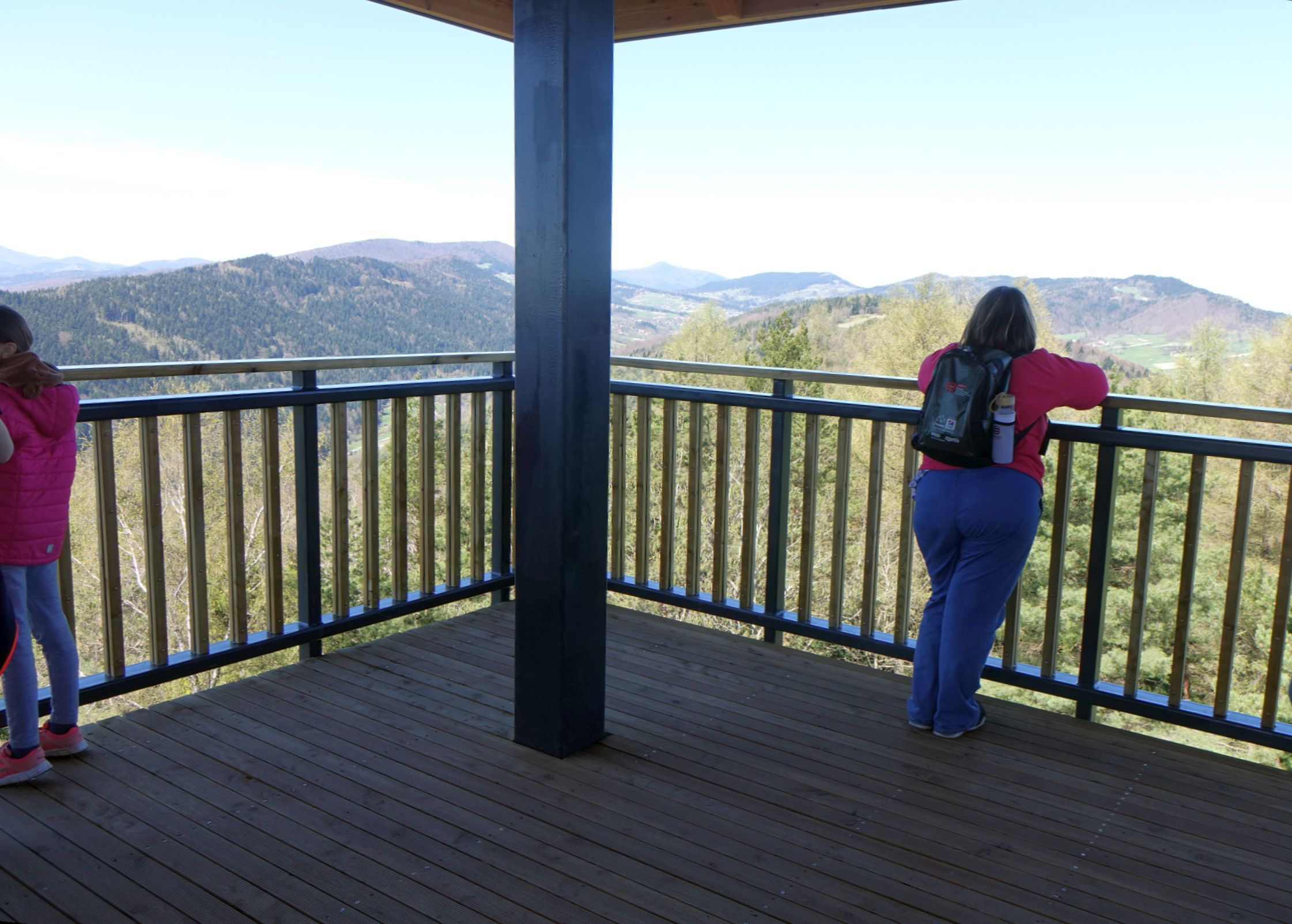
Taras widokowy
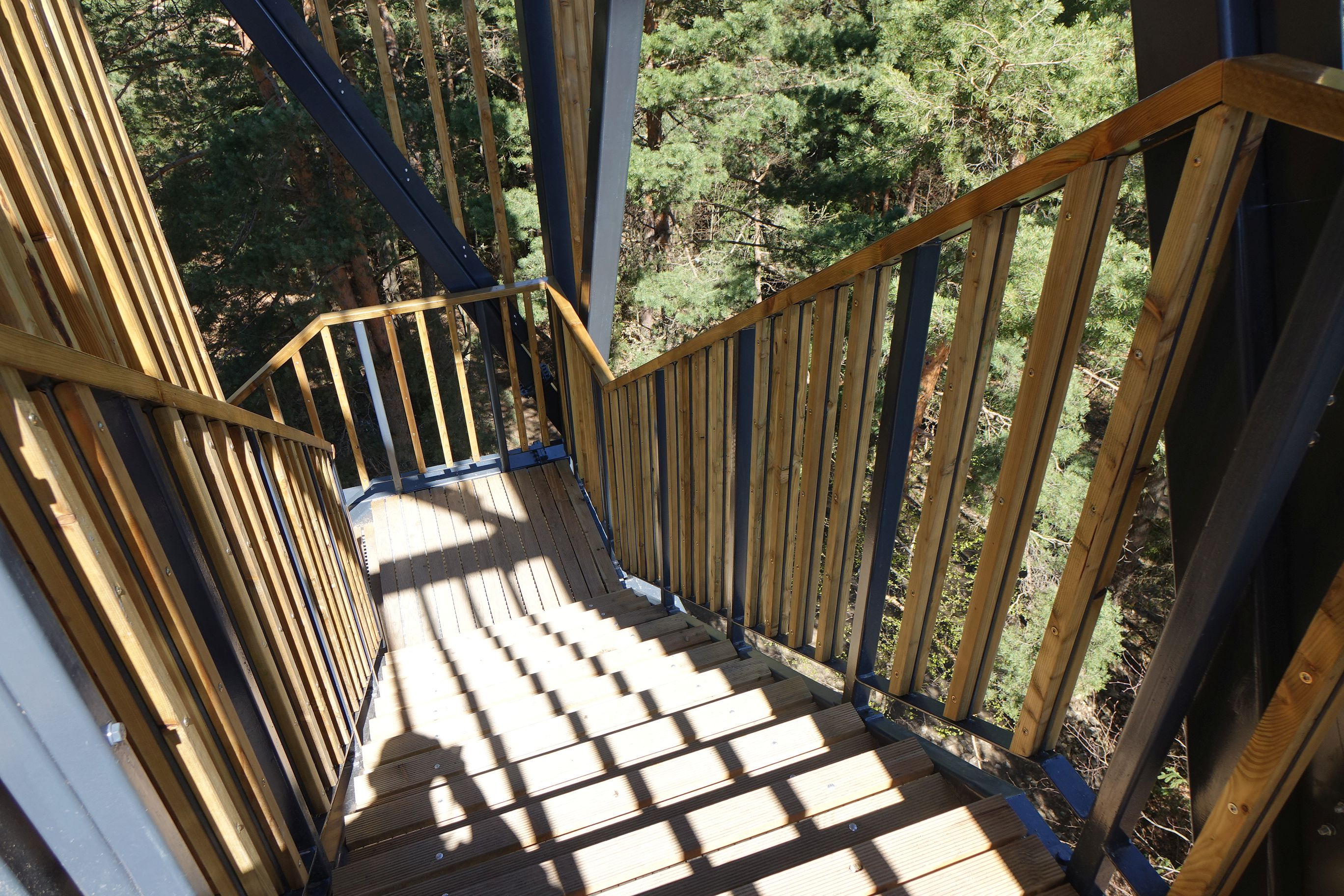
Schody
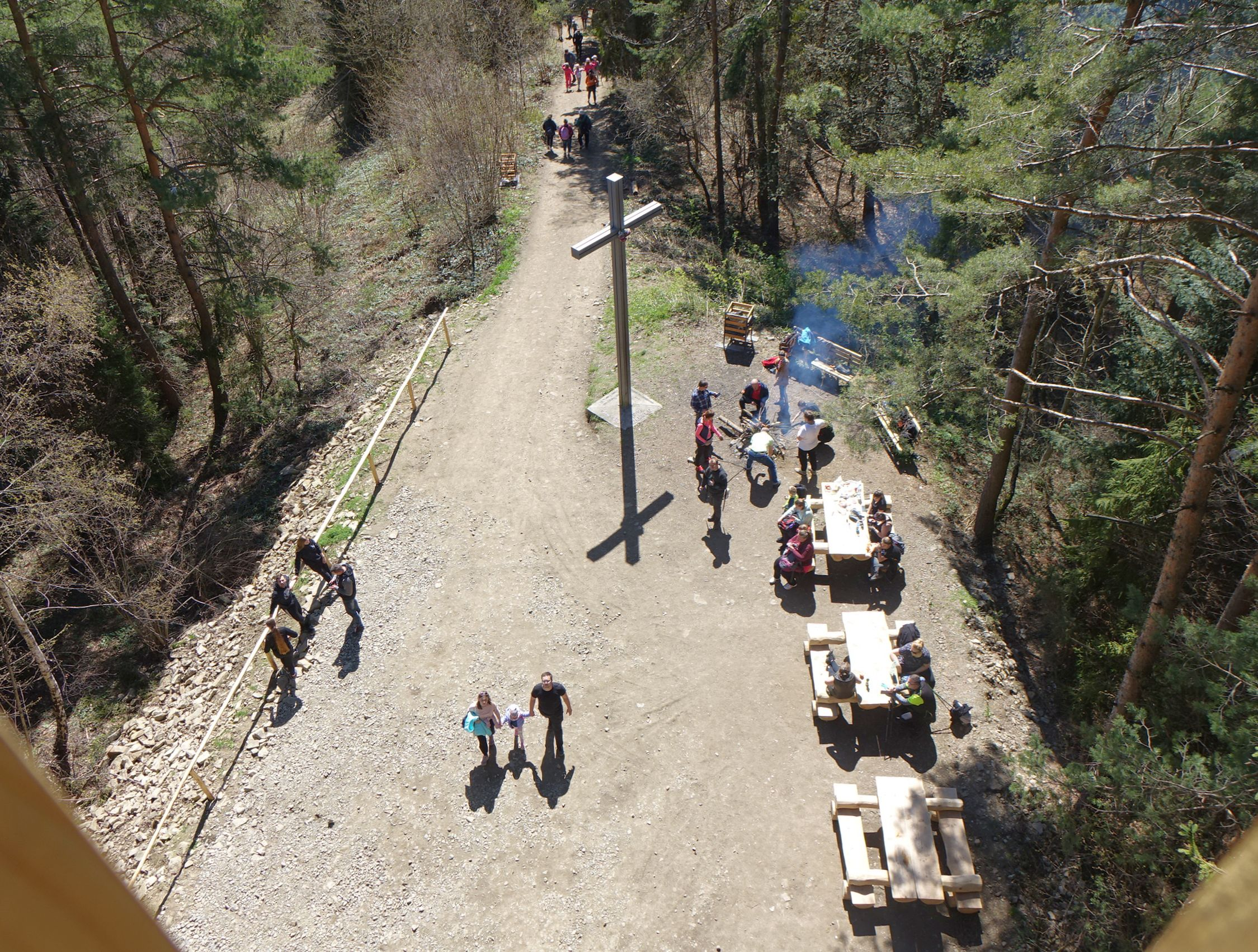
Plac pod wieżą
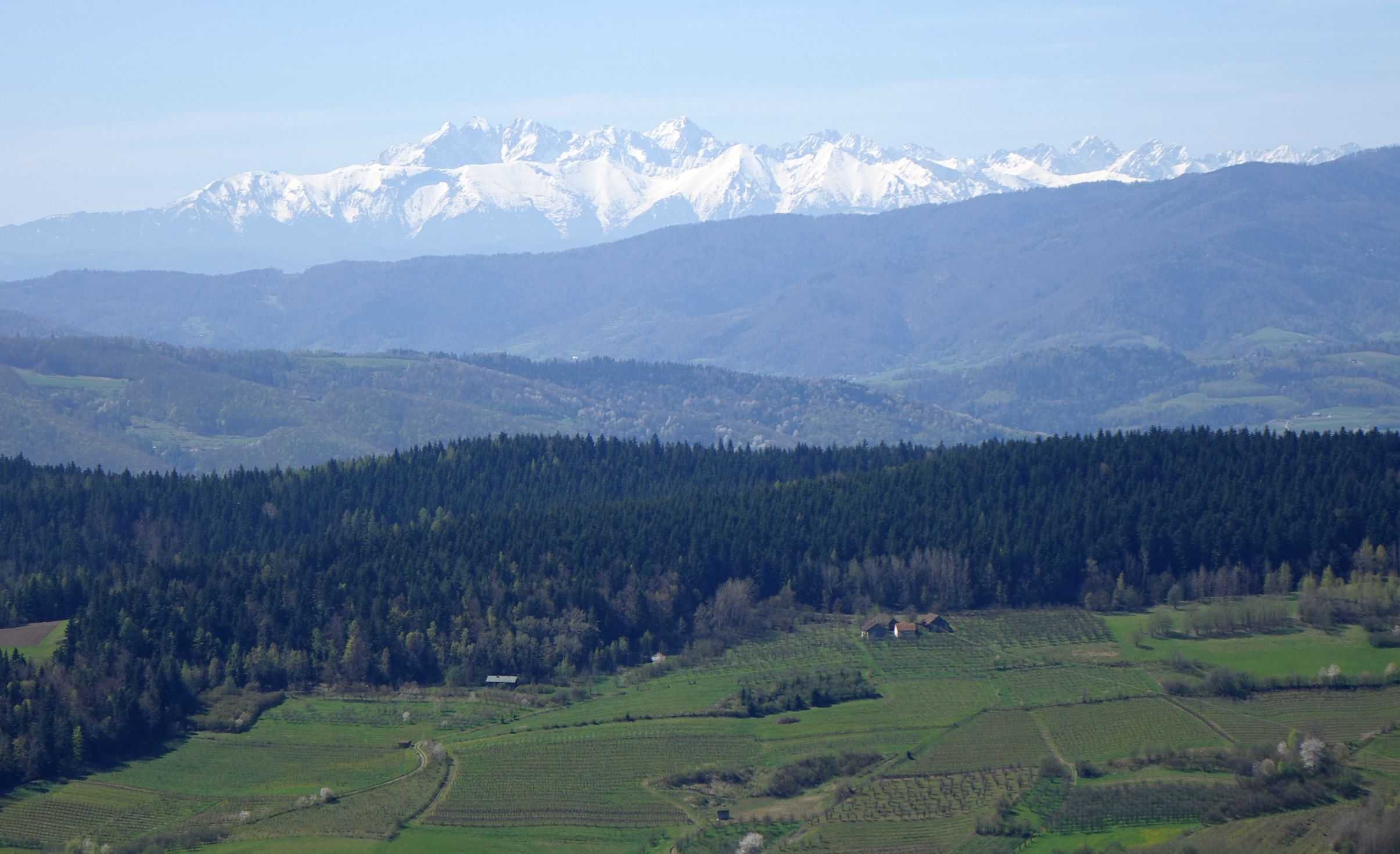
Widok z wieży na Tatry